# فرودگاه سن کریستوبال

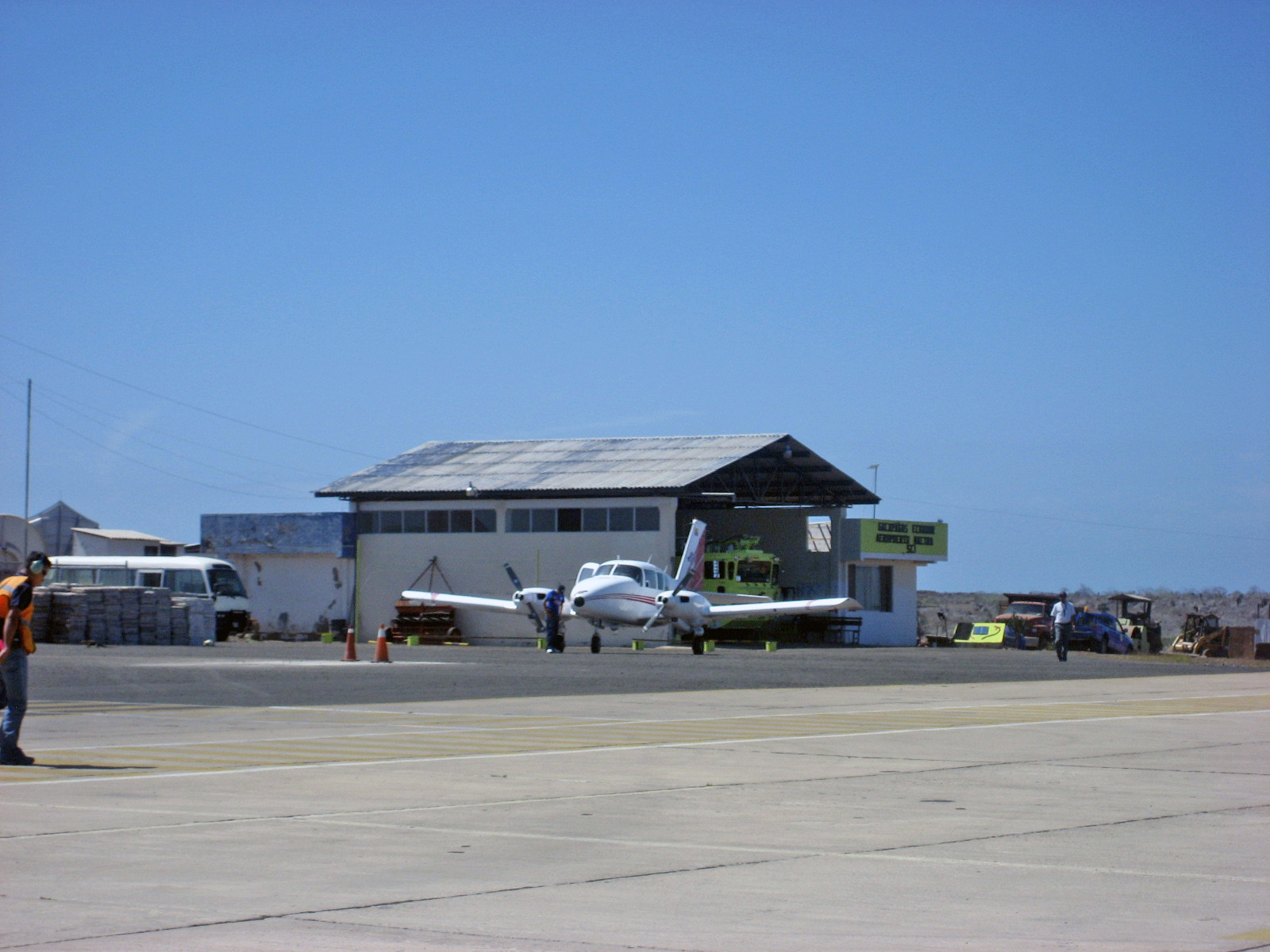
یک نما از فرودگاه سن کریستوبال

فرودگاه سن کریستوبال (به انگلیسی: San Cristóbal Airport) یک فرودگاه در جزیره سن کریستوبال، واقع در شرقی‌ترین جزیره مجمع‌الجزایر گالاپاگوس با کد یاتا SCY است. این فرودگاه یک باند فرود آسفالت دارد و طول باند آن ۱۸۹۴ متر است. این فرودگاه در ارتفاع ۱۹ متری از سطح دریا واقع شده‌است.